# VESA BIOS Extensions
VESA 基本输入输出系统扩展（VESA BIOS Extensions，简称VBE）是VESA制定的标准。由其可以利用程序通过显示卡设置显示器的分辨率、色彩字节数。最新版为1998年制定的VBE 3.0。
该标准由传统调用中断10H（INT10H）的方式扩展而来。中断是从前计算机外部设备的程序接口，分配给显示器中断接口为10H。调用中断使用不同的参数可以将显示器分辨率设置为320x200，640x400，640x480，800x600，1024x768，1280x1024。将颜色字节数设置成为4bit,8bit,16bit,24bit,32bit。以及帧内存存取模式和地址，RAMDAC的设置。
旧版本VBE不保证实模式的执行，也无法设置显示器刷新频率。从VBE 3.0开始支持。